# Thelypteris rectangularis
Thelypteris rectangularis là một loài thực vật có mạch trong họ Thelypteridaceae. Loài này được (Zoll.) B.K. Nayar & S. Kaur miêu tả khoa học đầu tiên năm 1974.